# Nibelle
Nibelle é uma comuna francesa na região administrativa do Centro-Vale do Loire, no departamento de Loiret. Estende-se por uma área de 27.18 km². Em 2010 a comuna tinha 1 198 habitantes (densidade: 44,1 hab./km²).